# ФК «Динамо» Москва в сезоне 1937
Сезон 1937 года — 15-й в истории футбольного клуба «Динамо» Москва.
В нем команда приняла участие в Чемпионате СССР, Кубке СССР, а также провела две международные встречи с одной из сильнейших команд Европы — сборной Басконии.

## Общая характеристика выступления команды в сезоне
В начале сезона команду стал тренировать Виктор Иванович Дубинин, авторитетный и квалифицированный специалист. Он в общем следовал курсу, заложенному его предшественником Константином Павловичем Квашниным, однако в этом сезоне и в «Динамо», и в советском футболе в целом произошел ряд событий, повлекших за собой существенное изменение облика команды.
Одним из таких событий стала серьезнейшая травма, полученная многолетним лидером атак «Динамо» Василием Павловым в одном из весенних контрольных матчей со «Сталинцем». Она  вывела его из строя до конца сезона и способствовала серьезному измению рисунка игры команды в атаке. Также по ходу сезона в ряде матчей из-за повреждений отсутствовали Алексей Лапшин, Василий Смирнов. Виктор Тетерин за грубую игру в матче с ленинградскими одноклубниками был дисквалифицирован на целый круг. В этом же матче серьёзную травму получил Александр Рёмин.
Другим фактором явилось развитие в советском футболе современных тактических концепций системы «дубль-ве», решающим толчком к становлению которой стала ее демонстрация во время турне по СССР в этом сезоне команды Страны Басков.
Первым официальным соревнованием в сезоне стал Кубок СССР.  Поначалу динамовцы выглядели недостаточно убедительно, испытав немалые трудности уже в матче первого круга с минчанами и буквально в последний момент уйдя от поражения в основное время в 1/8 финала с ленинградским ГОЛИФК, победив в дополнительное благодаря голу Василия Смирнова с пенальти. Однако на решающие матчи команда сумела собраться и одержала три красивые победы с крупным счетом, в том числе в полуфинале с действующим обладателем кубка «Локомотивом» (4:1) и в финале с тбилисскими одноклубниками (5:2, три мяча в этом матче забил Михаил Семичастный).
Грандиозным событием в футбольной жизни страны стало посещение СССР сборной командой Басконии, имевшей в составе ряд футболистов мирового уровня. Команда «Динамо» провела с басками две встречи. В первой динамовцы показали отличную игру, несмотря на поражение 1:2, обусловленное, в основном, более современной (в тактическом плане) игрой соперников. В матче-реванше, введя в состав в целях усиления ряд футболистов-динамовцев из других городов, команда поначалу выглядела совершенно несыгранной и проигрывала 0:4 уже к 25 минуте матча. Сумев все же к середине второго тайма восстановить равновесие (4:4), динамовцы в концовке сдали физически и уступили более искушенному сопернику (4:7).
Чемпионат страны команда «Динамо» начала несколько неуверенно, сделав в первых четырех турах три ничьи. Однако затем три подряд победы, в том числе и над лидерами — «Металлургом» и «Динамо» Киев — вывели команду на первое место по потерянным очкам. Последовавшее затем поражение от «Спартака» (первое в чемпионатах страны) подвигло руководство команды на экстренное внедрение «подсмотренной» у басков системы «дубль-ве». Однако, ввиду неготовности футболистов команды к игре по такой системе, она была применена формально и сиюминутных результатов не принесла. Сделав несколько неубедительных ничьих (во второй игре со «Спартаком» в ряде моментов динамовцам откровенно повезло), сумев, правда, победить на выезде тбилисских одноклубников (4:0), команда после поражения за три тура до конца от «Локомотива» отказалась от новаций и вернулась к старой схеме игры.
К этому времени динамовцы вместе с «Металлургом» отставали от лидеров — киевлян и спартаковцев — на два и одно очко соответственно. Сумев одержать две победы (в том числе и над металлургами — 3:0), команда «Динамо» благодаря удачному стечению обстоятельств (киевляне уступили тбилисцам 3:5 и сыграли вничью со «Спартаком» 1:1) сравнялась перед последним туром со спартаковцами по набранным очкам. Обеим командам оставалось провести по матчу с аутсайдером чемпионата — командой ЦДКА. В случае синхронных побед регламентом предполагался дополнительный матч за титул чемпиона. Динамовцы свой матч уверенно выиграли, тогда как «Спартаку» армейцы оказали упорное сопротивление и он сумел лишь свести матч вничью, отдав, тем самым, чемпионство «Динамо».
Победив в обоих официальных турнирах сезона, команда «Динамо» Москва стала первым обладателем «дубля» (победа в чемпионате и кубке) в советском футболе.

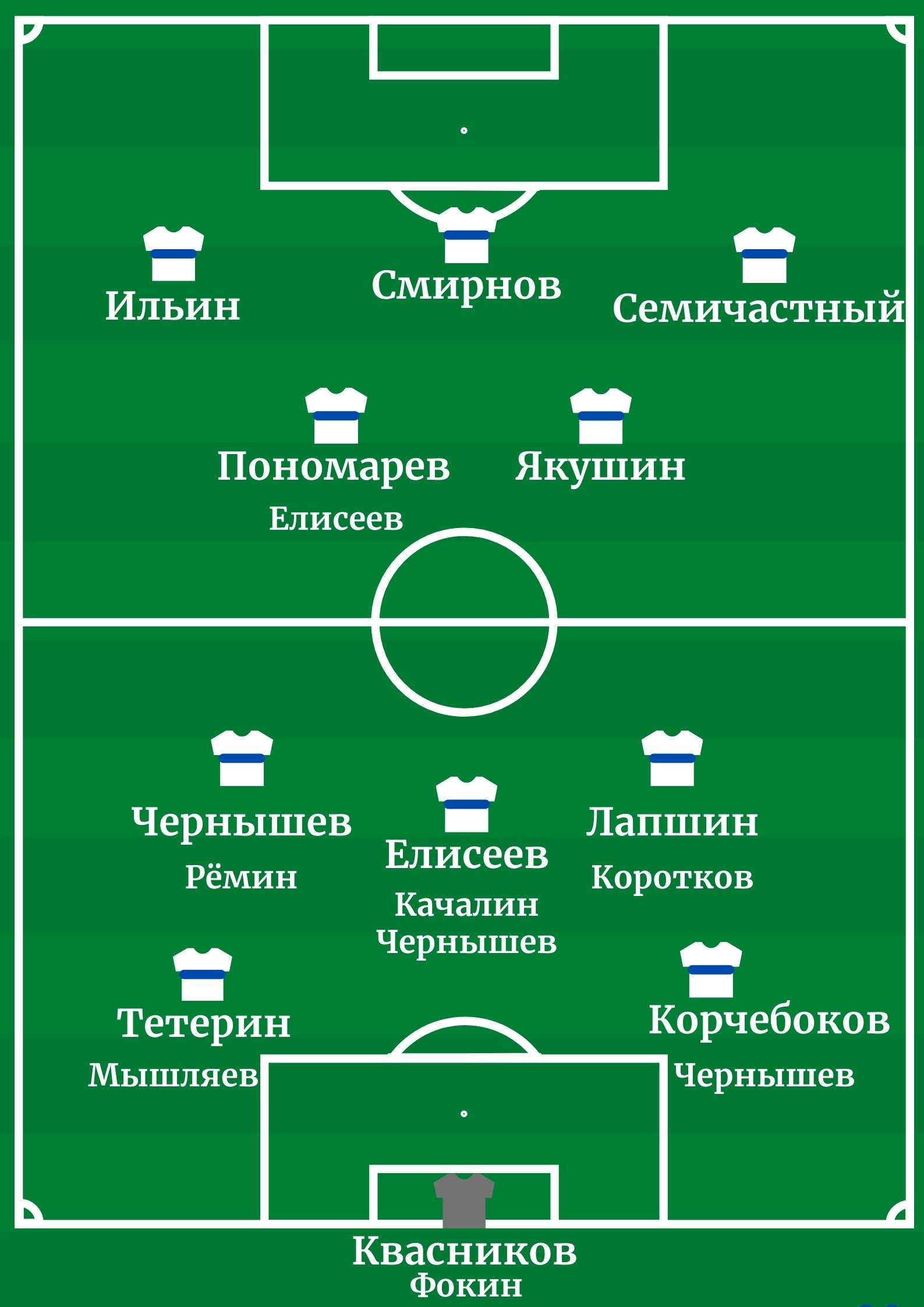

## Команда

### Состав
| Игрок               | Дата рождения    | Сезон в «Динамо» | Бывший клуб            |
| Вратари             | Вратари          | Вратари          | Вратари                |
| ------------------- | ---------------- | ---------------- | ---------------------- |
| Евгений Фокин       | 25 октября 1909  | 8                | КЖД им.Ильича Подольск |
| Александр Квасников | 6 декабря 1912   | 8                | «Динамо» (клубная)     |
| Защитники           |                  |                  |                        |
| Виктор Тетерин      | 27 января 1906   | 8                | РКимА                  |
| Лев Корчебоков      | 11 марта 1907    | 8                | «Динамо» (клубная)     |
| Александр Мышляев   | 29 декабря 1905  | 1                | «Динамо» (клубная)     |
| Полузащитники       |                  |                  |                        |
| Павел Коротков      | 24 июля 1907     | 8                | «Динамо» (клубная)     |
| Гавриил Качалин     | 17 января 1911   | 2                | «Динамо» Гомель        |
| Аркадий Чернышев    | 16 марта 1914    | 2                | «Серп и Молот»         |
| Алексей Лапшин      | 24 февраля 1909  | 7                | РКимА                  |
| Евгений Елисеев     | 7 января 1909    | 2                | «Балтвод» Ленинград    |
| Александр Рёмин     | 28 сентября 1910 | 6                | «Трёхгорка»            |
| Нападающие          |                  |                  |                        |
| Михаил Семичастный  | 5 декабря 1910   | 2                | ЦДКА                   |
| Михаил Якушин       | 15 ноября 1910   | 5                | СКиГ                   |
| Василий Смирнов     | 13 января 1909   | 7                | «Трёхгорка»            |
| Василий Павлов      | 23 января 1907   | 11               | «Динамо» (клубная)     |
| Алексей Пономарёв   | 15 февраля 1913  | 3                | «Динамо» (клубная)     |
| Сергей Ильин        | 2 июля 1906      | 7                | ЦДКА                   |
| Николай Белоусов    | 26 января 1915   | 1                | «Динамо» (клубная)     |
| Иван Щербаков       | 24 марта 1917    | 1                | «Динамо-ТК №1» Болшево |
| Георгий Дёмин       | 2 мая 1912       | 1                | «Динамо» (клубная)     |

### Изменения в составе
| Поз | Игрок             | Прежний клуб           |
| --- | ----------------- | ---------------------- |
| З   | Александр Мышляев | «Динамо» (клубная)     |
| Н   | Николай Белоусов  | «Динамо» (клубная)     |
| Н   | Георгий Дёмин     | «Динамо» (клубная)     |
| Н   | Иван Щербаков     | «Динамо-ТК №1» Болшево |

| Поз | Игрок           | Новый клуб           |
| --- | --------------- | -------------------- |
| В   | Николай Соколов | «Динамо» (клубная)   |
| П   | Виктор Дубинин  | на тренерскую работу |

## Официальные матчи

### Кубок СССР 1937
Число участников — 126. Система розыгрыша — «олимпийская». Победитель — «Динамо» Москва.
| 24 мая К 1 (1) 1/64 финала | «Динамо» Москва                                          | 4:1     | «Динамо» Минск                  | Минск                                                             |
| | - Семичастный 43′ - Ильин 80′ 88′ (пен.) - Пономарёв 83′ | (отчёт) | - 25'(пен.) Гусев - 56′ Лахонин | Стадион: «Динамо» Зрителей: 10 000 Судья: П.Евдокимов (Ленинград) |
| «Динамо» Москва: Квасников - Тетерин, Корчебоков - Коротков, Елисеев, Рёмин - Семичастный, Якушин, Смирнов, Пономарёв, Ильин «Динамо» Минск: Хитров - Башкарев (85' Зальцберг), Еременко - Львов, Стыкин, Челышев - Панфилов, Прокопович, Гусев , Лахонин, Зиновьев |                                                          |         |                                 |                                                                   |

| 30 мая К 2 (2) 1/32 финала | «Динамо» Москва                            | 3:0     | «Красное знамя» Егорьевск | Егорьевск                                                          |
| | - Смирнов 21′ - Пономарёв 33′ - Якушин 68′ | (отчёт) |                           | Стадион: «Красное знамя» Зрителей: 3 500 Судья: М.Сельцов (Москва) |
| «Динамо» Москва: Квасников - Тетерин, Корчебоков - Коротков, Елисеев, Чернышев (46' Мышляев) - Семичастный, Якушин, Смирнов, Пономарёв, Ильин «Красное знамя» Егорьевск: И.Тихомиров - Горячев, Коренков - Сапожников, Рытов, Н.Тарасов - Кулаков, Пучков, Щелкунов, Карпов, Щедрин |                                            |         |                           |                                                                    |

| 6 июн К 3 (3) 1/16 финала | «Динамо» Москва                                                        | 5:2     | «Торпедо» Горький         | Москва                                                            |
| | - Семичастный 14′ - Смирнов 30′ (пен.) - Пономарёв 44′ - Ильин 45′ 70′ | (отчёт) | - 7′ Ефимов - 61′ Дроздов | Стадион: «Динамо» Зрителей: 20 000 Судья: Е.Михельсон (Ленинград) |
| «Динамо» Москва: Квасников - Тетерин, Корчебоков - Коротков, Елисеев, Рёмин (46' Чернышев ) - Семичастный, Якушин, Смирнов 42', Пономарёв, Ильин · «Торпедо» Горький: Бояркин - Коровин , Краснов - Кириллов, Сучков, Остроушко - Сорочкин, Дунаев, Дроздов, Ефимов, Салаков |                                                                        |         |                           |                                                                   |

| 11 июн К 4 (4) 1/8 финала | «Динамо» Москва                             | 3:2 (от) | ГОЛИФК Ленинград              | Москва                                                       |
| | - Ильин 71′ (пен.) - Смирнов 86′ 96′ (пен.) | (отчёт)  | - 57′ Норицын - 58′ В.Шелагин | Стадион: «Динамо» Зрителей: 25 000 Судья: К.Терехов (Москва) |
| «Динамо» Москва: Квасников - Тетерин, Корчебоков - Коротков, Елисеев, Чернышев - Семичастный, Якушин, Смирнов, Пономарёв, Ильин ГОЛИФК Ленинград: Эвранов - Гурович, Козловский - Копченов, Аверин, Ерфилов - Ласин , Норицын, Таланов, Вал.Шелагин, Завада (85' Антюшкин) |                                             |          |                               |                                                              |

| 20 июн К 5 (5) 1/4 финала | «Динамо» Москва                                                | 5:1     | «Динамо» Казань | Москва                                                          |
| | - Ильин 2′ 88′ - Смирнов 47′ - Пономарёв 50′ - Семичастный 74′ | (отчёт) | - 25′ Богатырёв | Стадион: «Динамо» Зрителей: 15 000 Судья: В.Быстров (Ленинград) |
| «Динамо» Москва: Фокин - Тетерин, Корчебоков - Лапшин, Елисеев, Чернышев - Семичастный, Якушин, Смирнов, Пономарёв, Ильин «Динамо» Казань: Кумбари - Васюков, Пуховский - Михайлов, Колесников, Брагин - Бессараб, Медун, Курабо, Богатырев, Гузев |                                                                |         |                 |                                                                 |

| 13 июл К 6 (6) 1/2 финала | «Динамо» Москва                                         | 4:1     | «Локомотив» Москва | Москва                                                        |
| | - Смирнов 11′ (пен.) 29′ - Семичастный 36′ - Якушин 85′ | (отчёт) | - 65′ Жуков        | Стадион: «Динамо» Зрителей: 40 000 Судья: В.Моргунов (Москва) |
| «Динамо» Москва: Фокин - Тетерин, Корчебоков (70' Чернышев) - Лапшин, Качалин, Рёмин - Семичастный, Якушин, Смирнов, Елисеев, Ильин «Локомотив» Москва: Разумовский - Андреев , Гвоздков - Н.Ильин, Андриасов, Стрелков - Сердюков, Михеев, А.Соколов, Лавров (46' Жуков), Теренков |                                                         |         |                    |                                                               |

| 16 июл К 7 (7) финал | «Динамо» Москва                                            | 5:2     | «Динамо» Тбилиси                                     | Москва                                                          |
| | - Смирнов 21′ (пен.) - Семичастный 22′ 35′ 72′ - Ильин 75′ | (отчёт) | - 19′ В.И.Бердзенишвили - 60′ (пен.) М.Бердзенишвили | Стадион: «Динамо» Зрителей: 60 000 Судья: В.Стрепихеев (Москва) |
| «Динамо» Москва: Фокин - Тетерин, Чернышев - Лапшин, Качалин, Рёмин - Семичастный 86', Якушин, Смирнов, Елисеев (85' Пономарёв), Ильин · «Динамо» Тбилиси: Дорохов - Шавгулидзе , Чумбуридзе - Гагуа, Минаев, Джорбенадзе - Т.Гавашели, М.Бердзенишвили, Пайчадзе, В.И.Бердзенишвили, Асламазов |                                                            |         |                                                      |                                                                 |

### Международные топ-матчи
| 27 июн ММ 1 (2) | «Динамо» Москва | 1:2     | Баскония                      | Москва                                                       |
| | - Ильин 26′     | (отчёт) | - 41′ Лангара - 44′ Горостица | Стадион: «Динамо» Зрителей: 90 000 Судья: Н.Корнеев (Москва) |
| «Динамо» Москва: Боженко - Тетерин, Корчебоков - Лапшин, Качалин, Чернышев - Семичастный, Якушин, Смирнов, Елисеев, Ильин Баскония: Бласко - Аресо, Аэдо - Силаурен, Мугуэрса, Р.Эчебаррия - Горостица, Л.Регейро , Лангара, П.Регейро, Э.Алонсо (46' Зубиета) |                 |         |                               |                                                              |

| 5 июл ММ 2 (3) | «Динамо» сборная                                             | 4:7     | Баскония                                                                  | Москва                                                          |
| | - П.Дементьев 37′ - Смирнов 38′ 55′ (пен.) - Семичастный 44′ | (отчёт) | - 3′ 25′ Ларринага - 7′ 61′ 75′ Лангара - 20′ Горостица - 74′ Р.Эчебарриа | Стадион: «Динамо» Зрителей: 90 000 Судья: В.Стрепихеев (Москва) |
| «Динамо» сборная: Дорохов - Шавгулидзе, Корчебоков - Лапшин, Качалин, Вал.Фёдоров (46' Чернышев) - Семичастный, Якушин, Смирнов, П.Дементьев, Ильин Баскония: Бласко - Аресо, Аэдо - Силаурен, Мугуэрса, Р.Эчебаррия - Горостица, Л.Регейро , Лангара, Ирарагорри, Ларринага |                                                              |         |                                                                           |                                                                 |

### Чемпионат СССР 1937
Число участников — 9. Система розыгрыша — «круговая» в два круга. Победитель — «Динамо» Москва.
| 24 июл Ч 1 (14) | «Динамо» Москва                                  | 3:3     | «Динамо» Ленинград                                | Ленинград                                                        |
| | - М.Денисов 52′ (авт.) - Ильин 72′ 82'(пен.) 82′ | (отчёт) | - 26′ Вик.Фёдоров - 30′ П.Дементьев - 63′ Светлов | Стадион: им.Ленина Зрителей: 20 000 Судья: Л.Иоселевич (Харьков) |
| «Динамо» Москва: Фокин - Тетерин, Чернышев - Лапшин, Качалин, Рёмин ~70' - Семичастный, Дёмин (46' Пономарёв), Якушин, Елисеев, Ильин · «Динамо» Ленинград: Кузьминский 83'/Барышев - М. Денисов, Киселев - Ошенков, Телегин, Вал. Федоров - Светлов, П.Дементьев ~65', Вик. Федоров, А.И.Федоров (35' Барышев), Быков |                                                  |         |                                                   |                                                                  |

| 5 авг Ч 2 (15) | «Динамо» Москва                       | 3:2     | «Локомотив» Москва           | Москва                                                          |
| | - Семичастный 34′ 71′ - Пономарёв 54′ | (отчёт) | - 20′ Андриасов - 82′ Михеев | Стадион: «Локомотив» Зрителей: 15 000 Судья: Н.Усов (Ленинград) |
| «Динамо» Москва: Фокин - Мышляев, Корчебоков - Коротков, Качалин, Чернышев - Пономарёв, Семичастный, Якушин, Елисеев, Ильин «Локомотив» Москва: Разумовский - И.Андреев , Гвоздков - Н.Ильин, Жуков, Стрелков - Сердюков, А.Соколов, Андриасов, Лавров (55' Михеев), Мошкаркин |                                       |         |                              |                                                                 |

| 11 авг Ч 3 (16) | «Динамо» Москва | 1:1     | «Красная заря» Ленинград | Москва                                                       |
| | - Ильин 75′     | (отчёт) | - 86′ Лотков             | Стадион: «Динамо» Зрителей: 30 000 Судья: Н.Корнеев (Москва) |
| «Динамо» Москва: Фокин - Мышляев, Коротков - Качалин, Елисеев, Чернышев - Семичастный, Пономарёв, Смирнов, Якушин, Ильин «Красная заря» Ленинград: Донцов - В.Топталов, Г.Медведев - Бодров, В.Лемешев, Орешкин - П.Григорьев , Цвилих, И.Смирнов, Ярцев, Лотков |                 |         |                          |                                                              |

| 18 авг Ч 4 (17) | «Динамо» Москва                          | 3:3     | «Динамо» Тбилиси                                | Москва                                                           |
| | - Смирнов 39′ (пен.) 52′ - Пономарёв 48′ | (отчёт) | - 41′ 53′ В.Бердзенишвили - 44′ (авт.) Чернышев | Стадион: «Динамо» Зрителей: 35 000 Судья: Л.Чернобыльский (Киев) |
| «Динамо» Москва: Фокин - Мышляев, Чернышев - Лапшин, Елисеев, Качалин - Семичастный, Пономарёв, Смирнов, Якушин, Ильин · «Динамо» Тбилиси: Дорохов - Шавгулидзе , Чумбуридзе (46' Николайшвили) - Гагуа, Минаев 85', Джорбенадзе - Апридонидзе, Лоладзе, Пайчадзе, В.Бердзенишвили, Т.Гавашели |                                          |         |                                                 |                                                                  |

| 24 авг Ч 5 (18) | «Динамо» Москва              | 2:1     | «Динамо» Киев  | Москва                                                            |
| | - Пономарёв 60′ - Якушин 77′ | (отчёт) | - 68′ Щегоцкий | Стадион: «Динамо» Зрителей: 40 000 Судья: П.Евдокимов (Ленинград) |
| «Динамо» Москва: Фокин - Мышляев, Корчебоков - Лапшин, Елисеев, Чернышев - Семичастный, Пономарёв, Смирнов, Якушин, Ильин «Динамо» Киев: Идзковский - Клименко, Правоверов - Гребер, Коротких, И.Кузьменко - Махиня, Комаров, Щегоцкий , Лайко, Гончаренко |                              |         |                |                                                                   |

| 27 авг Ч 6 (19) | «Динамо» Москва                | 3:1     | ЦДКА              | Москва                                                                |
| | - Якушин 15′ - Смирнов 19′ 23′ | (отчёт) | - 8′ А.Виноградов | Стадион: «Динамо» Зрителей: 20 000 Судья: К.Капранов (Ростов-на-Дону) |
| «Динамо» Москва: Квасников - Мышляев, Корчебоков - Лапшин, Качалин, Чернышев - Семичастный, Елисеев, Смирнов, Якушин, Ильин ЦДКА: Леонов - Лясковский, Савицкий - Зенкин, К.Малинин, Никишин - Киреев, В.Егоров, А.Виноградов, М.Орехов, Н.Исаев |                                |         |                   |                                                                       |

| 30 авг Ч 7 (20) | «Динамо» Москва       | 2:1     | «Металлург» Москва | Москва                                                         |
| | - Семичастный 16′ 83′ | (отчёт) | - 10′ А.Чулков     | Стадион: «Динамо» Зрителей: 50 000 Судья: М.Онищенко (Харьков) |
| «Динамо» Москва: Фокин - Мышляев, Корчебоков - Лапшин, Качалин, Чернышев - Семичастный, Якушин, Смирнов, Елисеев, Ильин «Металлург» Москва: Набоков - Н.Родионов, Алякринский - Г.Комаров; Кудрявцев , Сиземов - Потапов, А.Зайцев, Логинов, А.Чулков, Федотов |                       |         |                    |                                                                |

| 3 сен Ч 8 (21) | «Динамо» Москва | 0:1     | «Спартак» Москва | Москва                                                       |
| |                 | (отчёт) | - 29′ Касимов    | Стадион: «Динамо» Зрителей: 60 000 Судья: А.Щелчков (Москва) |
| «Динамо» Москва: Фокин - Мышляев, Корчебоков - Лапшин, Качалин, Чернышев - Семичастный, Якушин, Смирнов, Елисеев, Ильин «Спартак» Москва: Акимов - Ал. Старостин, В.Соколов - С.Артемьев (65' Палыска), Ан. Старостин , Леута - Касимов, В.Степанов, Румянцев, Б.Степанов, Жигалин |                 |         |                  |                                                              |

| 7 сен Ч 9 (22) | «Динамо» Москва                  | 2:2     | «Динамо» Ленинград                  | Москва                                                           |
| | - Семичастный 20′ - Чернышев 40′ | (отчёт) | - 30′ Вик.Фёдоров - 33′ Н.Дементьев | Стадион: «Динамо» Зрителей: 40 000 Судья: Л.Чернобыльский (Киев) |
| «Динамо» Москва: Фокин - Тетерин, Качалин, Корчебоков - Лапшин, Чернышев 82' - Семичастный, Якушин, Смирнов, Елисеев (60' Пономарёв), Ильин · «Динамо» Ленинград: Кузьминский - М.Денисов, Киселев - Ошенков, Вал. Федоров , Кузьмин 55' - Андросов (46' С.Егоров), Вик. Федоров, В.Иванов, Н.Дементьев, Быков |                                  |         |                                     |                                                                  |

| 11 сен Ч 10 (23) | «Динамо» Москва | 0:0     | «Спартак» Москва | Москва                                                          |
| |                 | (отчёт) |                  | Стадион: «Динамо» Зрителей: 60 000 Судья: В.Бутусов (Ленинград) |
| «Динамо» Москва: Фокин - Тетерин, Чернышев, Корчебоков - Лапшин, Елисеев - Семичастный, Якушин, Смирнов, Пономарёв, Ильин «Спартак» Москва: Акимов - Ал. Старостин, В.Соколов - С.Артемьев (65' Палыска), Ан. Старостин , Леута - Касимов, В.Степанов, Румянцев, Б.Степанов, Жигалин |                 |         |                  |                                                                 |

| 18 сен Ч 11 (24) | «Динамо» Москва                           | 4:0     | «Динамо» Тбилиси | Тбилиси                                                         |
| | - Семичастный 17′ 33′ - Пономарёв 80′ 86′ | (отчёт) |                  | Стадион: «Динамо» Зрителей: 30 000 Судья: В.Бутусов (Ленинград) |
| «Динамо» Москва: Фокин - Тетерин, Чернышев, Корчебоков - Лапшин, Елисеев - Пономарёв, Якушин, Семичастный (38' Качалин), Смирнов, Ильин «Динамо» Тбилиси: Дорохов - Шавгулидзе , Николайшвили - Джорбенадзе, Минаев, Гагуа - Т.Гавашели, М.Бердзенишвили, Пайчадзе, Асламазов, Сомов |                                           |         |                  |                                                                 |

| 24 сен Ч 12 (25) | «Динамо» Москва                  | 2:2     | «Динамо» Киев             | Киев                                                            |
| | - Махиня 53′ (авт.) - Якушин 72′ | (отчёт) | - 57′ Комаров - 86′ Лайко | Стадион: «Динамо» Зрителей: 40 000 Судья: В.Стрепихеев (Москва) |
| «Динамо» Москва: Фокин - Тетерин, Качалин, Корчебоков - Лапшин, Чернышев (75' Белоусов) - Пономарёв, Смирнов, Елисеев, Якушин, Ильин «Динамо» Киев: Идзковский - Махиня, И.Кузьменко - Лифшиц, Гребер, Клименко - Калач, Комаров, Щегодский , Лайко, Шиловский |                                  |         |                           |                                                                 |

| 30 сен Ч 13 (26) | «Динамо» Москва | 1:2     | «Локомотив» Москва              | Москва                                                       |
| | - Смирнов 28′   | (отчёт) | - 25′ А.Соколов - 37′ Андриасов | Стадион: «Динамо» Зрителей: 42 000 Судья: А.Щелчков (Москва) |
| «Динамо» Москва: Фокин - Тетерин, Чернышев, Корчебоков - Лапшин, Качалин - Пономарёв, Смирнов, Елисеев, Якушин, Ильин «Локомотив» Москва: Гранаткин - И.Андреев , Станкевич - Н.Ильин, Жуков, Мошкаркин - Сердюков, Андриасов, А.Соколов, Чукляев, Теренков |                 |         |                                 |                                                              |

| 6 окт Ч 14 (27) | «Динамо» Москва                        | 3:0     | «Красная заря» Ленинград | Ленинград                                                          |
| | - Якушин 65′ - Смирнов 68′ - Ильин 70′ | (отчёт) |                          | Стадион: им.Ленина Зрителей: 25 000 Судья: П.Евдокимов (Ленинград) |
| «Динамо» Москва: Фокин - Тетерин, Корчебоков - Лапшин, Елисеев, Коротков - Пономарёв, Якушин, Смирнов, Белоусов, Ильин «Красная заря» Ленинград: Дорофеев - В.Топталов , Медведев - Бодров, Лемешов, Яблочкин - Цвилих, Орешкин, И.Смирнов, Ярцев, Лотков |                                        |         |                          |                                                                    |

| 12 окт Ч 15 (28) | «Динамо» Москва                            | 3:0     | «Металлург» Москва | Москва                                                          |
| | - Якушин 9′ - Белоусов 30′ - Пономарёв 85′ | (отчёт) |                    | Стадион: «Динамо» Зрителей: 50 000 Судья: В.Бутусов (Ленинград) |
| «Динамо» Москва: Фокин - Тетерин, Корчебоков - Коротков, Елисеев, Чернышев - Пономарёв, Белоусов (60' Щербаков), Смирнов, Якушин, Ильин «Металлург» Москва: Набоков - Н.Родионов, Алякринский - Г.Комаров, Кудрявцев, Сиземов - Потапов, А.Зайцев, А.Чулков, Кузин (46' Логинов), Федотов |                                            |         |                    |                                                                 |

| 24 окт Ч 16 (29) | «Динамо» Москва                                   | 5:1     | ЦДКА          | Москва                                                        |
| | - Щербаков 38′ 72′ - Якушин 57′ - Смирнов 65′ 78′ | (отчёт) | - 1′ М.Орехов | Стадион: «Динамо» Зрителей: 12 000 Судья: В.Кузнецов (Москва) |
| «Динамо» Москва: Фокин - Тетерин, Корчебоков - Коротков, Елисеев, Чернышев - Пономарёв, Смирнов, Щербаков, Якушин, Ильин ЦДКА: Леонов - Лясковский, Савицкий - Зенкин , К.Малинин, Никишин; Киреев, А.Виноградов, Кочетков, М.Орехов, Шлычков |                                                   |         |               |                                                               |

#### Итоговая таблица
| М | Команда          | И  | В | Н | П | Мячи    | ±   | О  |
| - | ---------------- | -- | - | - | - | ------- | --- | -- |
|   | «Динамо» Москва  | 16 | 8 | 6 | 2 | 37 − 20 | +17 | 38 |
|   | «Спартак» Москва | 16 | 8 | 5 | 3 | 24 − 16 | +8  | 37 |
|   | «Динамо» Киев    | 16 | 7 | 6 | 3 | 33 − 24 | +9  | 36 |
| 4 | «Динамо» Тбилиси | 16 | 7 | 4 | 5 | 30 − 24 | +6  | 34 |

И — игры, В — выигрыши, Н — ничьи, П — проигрыши, Мячи — забитые и пропущенные голы, ± — разница голов, О — очки

## Товарищеские игры

#### Предсезонные игры
| 26 апр ТМ 1 | «Динамо» Москва                   | 6:1     | «Динамо» Ростов-на-Дону | Ростов-на-Дону                                    |
| | - Павлов 17′ 35′ - Якушин 52′ 60′ | (отчёт) | - 68′ Бибко             | Стадион: «Динамо» Судья: Ицкович (Ростов-на-Дону) |
| «Динамо» Москва: Фокин - Тетерин, Корчебоков - Лапшин, Елисеев, Ремин - Семичастный, Белоусов, Якушин, Павлов, Пономарёв |                                   |         |                         |                                                   |

| 27 апр ТМ 2 | «Динамо» Москва   | 1:0     | «Динамо» Ростов-на-Дону | Ростов-на-Дону                                       |
| | - Семичастный 87′ | (отчёт) |                         | Стадион: «Динамо» Судья: Н.Капранов (Ростов-на-Дону) |
| «Динамо» Москва: Квасников - Тетерин, Корчебоков - Лапшин, Елисеев, Ремин - Семичастный, Белоусов, Якушин, Павлов, Ильин · «Динамо» Ростов-на-Дону: Боженко - Трейнис, Коломацкий - Григорьев, Водопьянов , Жеромский - Домбазов, Рудов , Зайцев, Макаров, Бибко |                   |         |                         |                                                      |

| 5 мая ТМ 3 | «Динамо» Москва            | 2:1     | «Сталинец» Москва | Москва              |
| | - Ильин 54′ - Белоусов 58′ | (отчёт) | - 1:2′ Москвин    | Стадион: «Сталинец» |
| «Динамо» Москва: Квасников - Тетерин, Корчебоков - Лапшин (Коротков), Елисеев, Ремин - Семичастный, Белоусов, Якушин, Павлов (24' Пономарёв), Ильин |                            |         |                   |                     |

#### Приз открытия сезона
| 12 мая ТМ 4 | «Динамо» Москва                                 | 4:0     | «Металлург» Москва | Москва                                                         |
| | - Пономарёв 19′ 58′ - Якушин 41′ - Белоусов 66′ | (отчёт) |                    | Стадион: «Сталинец» Зрителей: 30 000 Судья: Н.Корнеев (Москва) |
| «Динамо» Москва: Квасников - Тетерин, Корчебоков - Коротков, Елисеев, Ремин - Пономарёв, Белоусов, Якушин, Семичастный, Ильин «Металлург» Москва: Гучков - Б.Аркадьев (46' Н.Родионов), Алякринский - Сиземов , Кудрявцев, Н.Зайцев - Потапов, А.Зайцев, Кузин, Огурцов, Федотов |                                                 |         |                    |                                                                |

###### Товарищеские игры
| 15 мая ТМ 5 | «Динамо» Москва    | 1:2     | «Торпедо» Москва | Москва                   |
| | - Семичастный 1:1′ | (отчёт) | - 1:2′ Емельянов | Стадион: «юных пионеров» |
| «Динамо» Москва: Квасников - Тетерин, Корчебоков - Коротков, Елисеев, Ремин - Семичастный, Белоусов, Якушин, Пономарёв, Ильин |                    |         |                  |                          |

| 19 мая ТМ 6 | «Динамо» Москва      | 1:4     | ЦДКА                                                             | Москва            |
| | - Зенкин 1:2′ (авт.) | (отчёт) | - 0:1′ Н.Исаев - 0:2′ (пен.) 0:4′ (пен.) К.Малинин - 0:1′ Киреев | Стадион: «Динамо» |
| «Динамо» Москва: Квасников - Тетерин, Корчебоков - Коротков, Елисеев, Ремин - Семичастный, Белоусов, Якушин , Пономарёв, Ильин |                      |         |                                                                  |                   |

## Статистика сезона

### Игроки и матчи
| Игрок                                 | Чемпионат       | Чемпионат | Кубок           | Кубок   | Итого           | Итого   | Международные матчи | Международные матчи | Товарищеские матчи | Товарищеские матчи | Всего Чемпионат | Всего Чемпионат | Всего Кубок     | Всего Кубок | Всего           | Всего   | Всего Международные матчи | Всего Международные матчи |
| Игрок                                 | Вышел на замену | Гол       | Вышел на замену | Гол     | Вышел на замену | Гол     | Вышел на замену     | Гол                 | Вышел на замену    | Гол                | Вышел на замену | Гол             | Вышел на замену | Гол         | Вышел на замену | Гол     | Вышел на замену           | Гол                       |
| Вратари                               | Вратари         | Вратари   | Вратари         | Вратари | Вратари         | Вратари | Вратари             | Вратари             | Вратари            | Вратари            | Вратари         | Вратари         | Вратари         | Вратари     | Вратари         | Вратари | Вратари                   | Вратари                   |
| ------------------------------------- | --------------- | --------- | --------------- | ------- | --------------- | ------- | ------------------- | ------------------- | ------------------ | ------------------ | --------------- | --------------- | --------------- | ----------- | --------------- | ------- | ------------------------- | ------------------------- |
| Евгений Фокин                         | 15              | (-19)     | 3               | (-4)    | 18              | (-23)   |                     |                     | 1                  | (-1)               | 17              | (-22)           | 3               | (-4)        | 64              | (-84)   |                           |                           |
| Александр Квасников                   | 1               | (-1)      | 4               | (-5)    | 5               | (-6)    |                     |                     | 5                  | (-7)               | 12              | (-14)           | 4               | (-5)        | 44              | (-51)   | 1                         | (-0)                      |
| Защитники                             |                 |           |                 |         |                 |         |                     |                     |                    |                    |                 |                 |                 |             |                 |         |                           |                           |
| Виктор Тетерин                        | 9               |           | 7               |         | 16              |         | 1                   |                     | 6                  |                    | 16              |                 | 7               |             | 91              |         | 2                         |                           |
| Лев Корчебоков                        | 13              |           | 6               |         | 19              |         | 2                   |                     | 6                  |                    | 25              |                 | 6               |             | 94              |         | 3                         |                           |
| Александр Мышляев                     | 7               |           | 1               |         | 8               |         |                     |                     |                    |                    | 7               |                 | 1               |             | 8               |         |                           |                           |
| Полузащитники                         |                 |           |                 |         |                 |         |                     |                     |                    |                    |                 |                 |                 |             |                 |         |                           |                           |
| Евгений Елисеев                       | 16              |           | 7               |         | 23              |         | 1                   |                     | 6                  |                    | 29              | 2               | 7               |             | 36              | 2       | 2                         |                           |
| Аркадий Чернышев                      | 15              | 1         | 6               |         | 21              | 1       | 2                   |                     |                    |                    | 16              | 1               | 6               |             | 22              | 1       | 2                         |                           |
| Алексей Лапшин                        | 12              |           | 3               |         | 15              |         | 2                   |                     | 3                  |                    | 24              |                 | 3               |             | 68              | 13      | 3                         |                           |
| Гавриил Качалин                       | 11              |           | 2               |         | 13              |         | 2                   |                     |                    |                    | 13              |                 | 2               |             | 15              |         | 2                         |                           |
| Павел Коротков                        | 5               |           | 4               |         | 9               |         |                     |                     | 4                  |                    | 14              |                 | 4               |             | 45              | 1       |                           |                           |
| Александр Рёмин                       | 1               |           | 4               |         | 5               |         |                     |                     | 6                  |                    | 14              |                 | 4               |             | 44              |         | 1                         |                           |
| Нападающие                            |                 |           |                 |         |                 |         |                     |                     |                    |                    |                 |                 |                 |             |                 |         |                           |                           |
| Михаил Семичастный                    | 11              | 7         | 7               | 7       | 18              | 14      | 2                   | 1                   | 6                  | 2                  | 24              | 14              | 7               | 7           | 31              | 21      | 3                         | 3                         |
| Михаил Якушин                         | 16              | 6         | 7               | 2       | 23              | 8       | 2                   |                     | 6                  | 3                  | 28              | 11              | 7               | 2           | 58              | 24      | 3                         | 2                         |
| Василий Смирнов                       | 14              | 8         | 7               | 8       | 21              | 16      | 2                   | 2                   |                    |                    | 27              | 18              | 7               | 8           | 88              | 64      | 3                         | 2                         |
| Алексей Пономарёв                     | 13              | 6         | 6               | 4       | 19              | 10      |                     |                     | 5                  | 2                  | 21              | 7               | 6               | 4           | 27              | 11      | 1                         |                           |
| Сергей Ильин                          | 16              | 4         | 7               | 8       | 23              | 12      | 2                   | 1                   | 5                  | 1                  | 29              | 14              | 7               | 8           | 90              | 63      | 3                         | 1                         |
| Николай Белоусов                      | 3               | 1         |                 |         | 3               | 1       |                     |                     | 6                  | 2                  | 3               | 1               |                 |             | 3               | 1       |                           |                           |
| Иван Щербаков                         | 2               | 2         |                 |         | 2               | 2       |                     |                     |                    |                    | 2               | 2               |                 |             | 2               | 2       |                           |                           |
| Георгий Демин                         | 1               |           |                 |         | 1               |         |                     |                     |                    |                    | 1               |                 |                 |             | 1               |         |                           |                           |
| Игроки, приглашенные из других клубов |                 |           |                 |         |                 |         |                     |                     |                    |                    |                 |                 |                 |             |                 |         |                           |                           |
| Николай Боженко                       |                 |           |                 |         |                 |         | 1                   | (-2)                |                    |                    |                 |                 |                 |             |                 |         | 1                         | (-2)                      |
| Александр Дорохов                     |                 |           |                 |         |                 |         | 1                   | (-7)                |                    |                    |                 |                 |                 |             |                 |         | 1                         | (-7)                      |
| Шота Шавгулидзе                       |                 |           |                 |         |                 |         | 1                   |                     |                    |                    |                 |                 |                 |             |                 |         | 1                         |                           |
| Валентин Федоров                      |                 |           |                 |         |                 |         | 1                   |                     |                    |                    |                 |                 |                 |             |                 |         | 1                         |                           |
| Пётр Дементьев                        |                 |           |                 |         |                 |         | 1                   | 1                   |                    |                    |                 |                 |                 |             |                 |         | 1                         | 1                         |

### Личные и командные достижения
Динамовцы в списке 33 лучших футболистов
| Турнир            | Игрок                                                                                             | Вышел на замену | Игрок                          | Гол |
| ----------------- | ------------------------------------------------------------------------------------------------- | --------------- | ------------------------------ | --- |
| Сезоны в клубе    | Сергей Иванов                                                                                     | 11              |                                |     |
| Официальные матчи | Сергей Иванов                                                                                     | 119             | Сергей Иванов                  | 108 |
| Чемпионат         | Евгений Елисеев & Сергей Ильин                                                                    | 29              | Василий Смирнов                | 18  |
| Кубок             | Евгений Елисеев, Михаил Якушин, Михаил Семичастный, Василий Смирнов, Сергей Ильин, Виктор Тетерин | 7               | Василий Смирнов & Сергей Ильин | 8   |

Достижения в сезоне

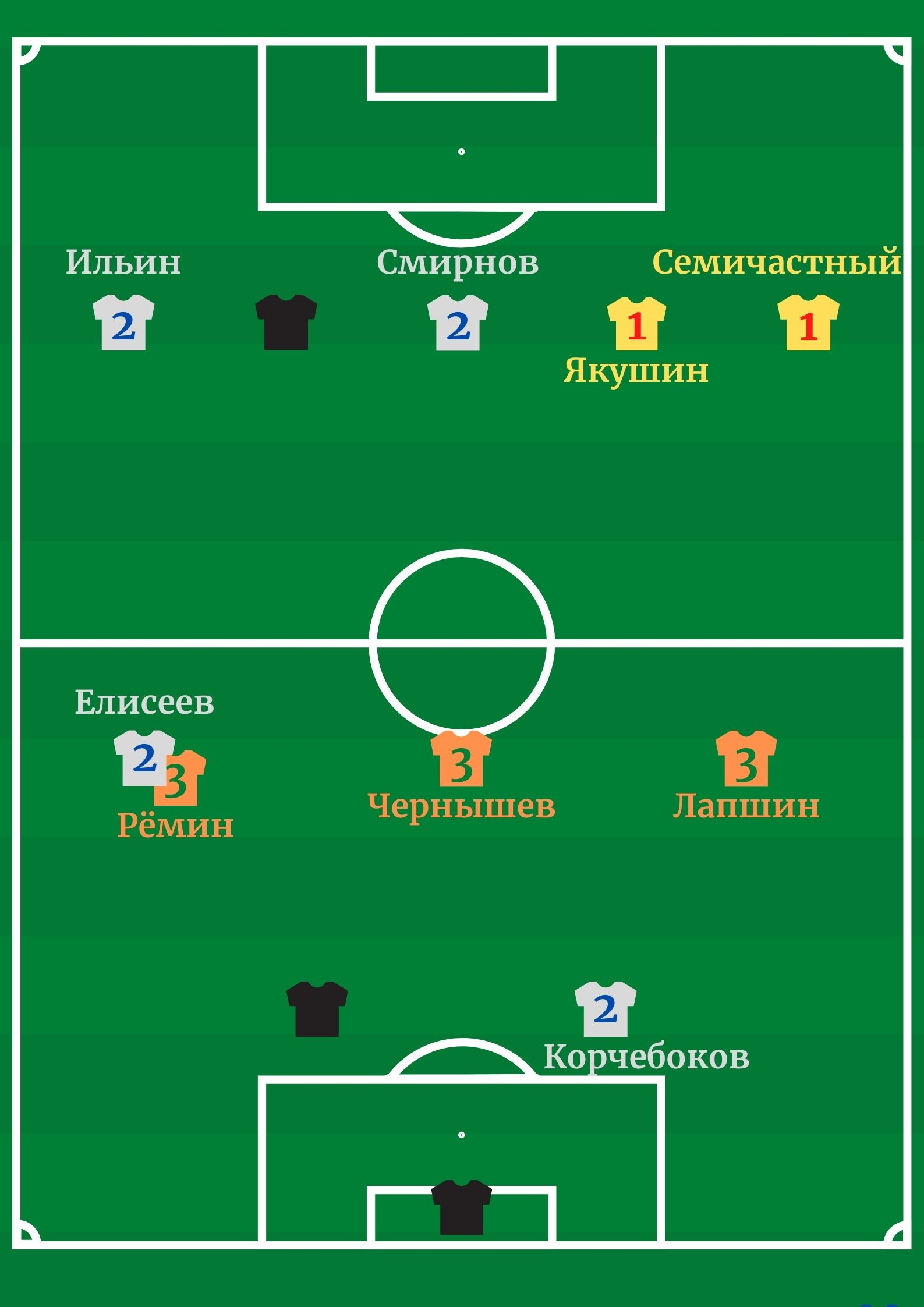

- Команда «Динамо» впервые в истории советского футбола сделала «дубль» (выигрыш в течение одного сезона чемпионата и кубка)
- Василий Смирнов с 8 мячами стал лучшим бомбардиром чемпионата[12]
- Михаил Семичастный первым сделал «хет-трик» в финале кубка СССР